# 글로벌 뉴스
글로벌 뉴스(Global News)는 캐나다 글로벌 텔레비전 네트워크의 뉴스 및 시사 부서이다. 이 네트워크는 코러스 엔터테인먼트가 소유하고 있으며, 전국 뉴스 프로그램뿐만 아니라 21개 직영 방송국의 지역 뉴스도 감독한다.
코러스는 현재 하나의 종합 뉴스 라디오 방송국을 운영하고 있으며, 이전에는 "글로벌 뉴스 라디오" 브랜드로 여러 토크 라디오 방송국을 운영했다. 같은 부서에서는 같은 브랜드로 뉴스 웹사이트도 운영하고 있다.

## 전국 프로그램
글로벌 방송국들은 항상 다양한 형태로 지역 뉴스를 방송했지만, 전국적인 방송의 첫걸음은 1994년 피터 켄트가 진행하는 퍼스트 내셔널의 출범으로 시작되었다. 이 프로그램은 전국 및 국제 뉴스에 초점을 맞추지만 캐나다 중부에서만 방영되었다. 웨스턴 인터내셔널 커뮤니케이션즈 (WIC) 방송국 그룹을 인수하면서 글로벌은 2001년 2월 퍼스트 내셔널을 취소하고 잠시 동안 비슷한 WIC 뉴스캐스트인 캐나다 투나잇을 그 자리에 방영했다.
2001년 9월, 글로벌은 캐나다 투나잇을 대체하여 새로운 네트워크 뉴스캐스트인 글로벌 내셔널을 방영했다. 2010년까지 케빈 뉴먼이, 그 이후로는 도나 프리즌이 앵커를 맡았다. 이 방송은 CHAN-TV 스튜디오가 있는 브리티시컬럼비아주 버나비에 있는 네트워크의 새로운 전국 뉴스 센터에서 방영되었다. 이 프로그램은 처음에는 평일에만 방영되었다. 2005년 2월에는 타라 넬슨이 2008년까지, 그 이후로는 로빈 길이 2008년부터 2021년까지 앵커를 맡은 주말 판을 출시했다. 2022년 6월부터는 파라 나세르가 금요일부터 일요일까지 글로벌 내셔널의 앵커를 맡고 있다.
원래 전국적으로 다른 시간대에 방영되었던 글로벌 내셔널은 2006년부터 전국적으로 표준 시간인 오후 5시 30분 (대서양 시간 오후 6시 30분)으로 시작 시간을 변경했다. 그 이후 글로벌 내셔널은 오랜 1위였던 CTV 내셔널 뉴스에 근접하여 여러 차례 추월하기도 했다. 관화 버전의 뉴스캐스트인 글로벌 내셔널 관화는 2012년 1월 23일 앵커 캐럴 왕과 함께 출시되었으며, 밴쿠버와 캘거리의 Shaw Multicultural Channel에서 평일 밤에 시청할 수 있다.
2013년 1월 7일, 네트워크는 토론토 직영 방송국의 아침 프로그램(모닝 쇼)을 30분 연장했으며, 이 추가 30분은 다른 직영 방송국에서도 방영되었다. 이전에는 글로벌에서 전국 모닝 쇼를 방영하지 않았다. 또한 일부 시장의 네트워크 직영 방송국은 자체 지역 아침 프로그램을 제작한다(아래 참조). 지역 아침 프로그램을 제작하지 않는 방송국은 대형 시장의 아침 프로그램을 방영하거나, 쇼 미디어의 케이블 특수 채널에서 반복되는 낮 시간 프로그램(예: Crash Test Mommy 및 The Mom Show)을 방영한다.
글로벌은 2008년 11월 30일에 첫 번째 탐사 뉴스매거진 시리즈를 시작했다. 16x9 - 더 큰 그림이라는 제목의 주간 프로그램은 화려하고 타블로이드 형식이며, CTV의 W-FIVE와 CBC의 더 피프스 이스테이트가 오랫동안 차지했던 분야에 처음 진출한 것이다. 글로벌은 또한 이전에는 주간 다큐멘터리 시리즈인 글로벌 커런츠를 방영했다.
2011년 캐나다 연방 선거 동안 글로벌 뉴스는 또한 선거 캠페인의 뉴스와 이슈를 다루는 주간 시리즈 Focus: Decision Canada를 제작했다. 글로벌 내셔널 주말 앵커 캐롤린 자비스가 진행한 이 쇼는 2011년 제미니 어워드 최우수 정보 프로그램 또는 시리즈 후보에 올랐다.
웨스트 블록, 일요일 아침 전국 정치 시사 쇼는 2011년 11월 6일에 첫 방송을 했다. 2011년부터 2016년까지는 톰 클라크가 진행했으며, 현재는 메르세데스 스티븐슨이 진행하고 있다.
탐사 시리즈 16x9와 글로벌 내셔널 만다린은 2016년 6월 28일에 모두 폐지되었다. 글로벌 내셔널 만다린은 2017년 6월 30일에 마지막 방송을 했다.

## 지역 프로그램

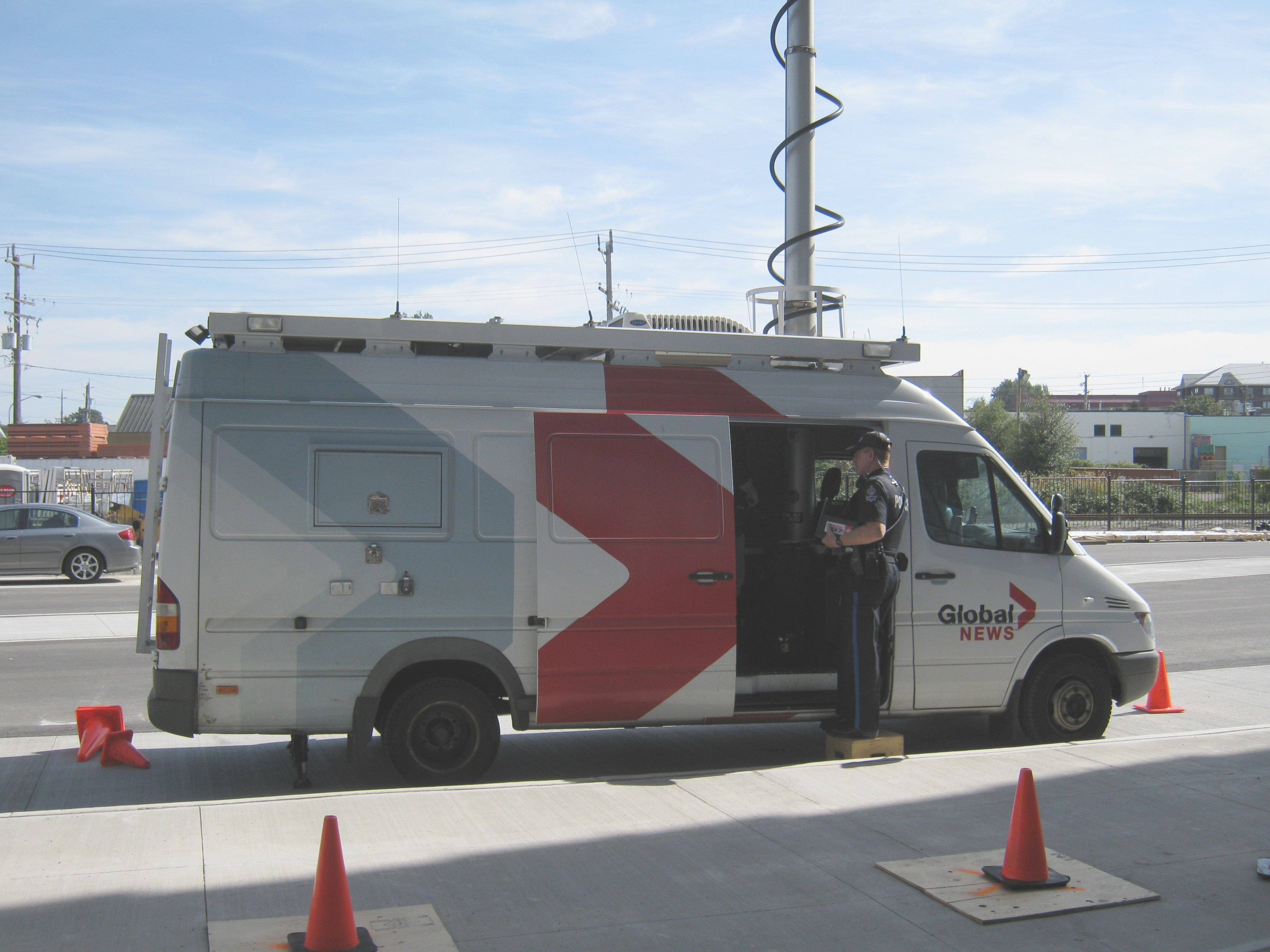
글로벌 BC의 라이브 밴

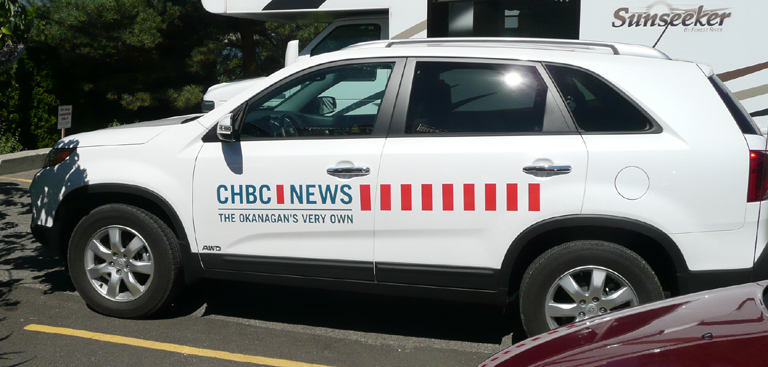
이전에 E!에서 운영했던 CHBC 뉴스 차량

네트워크가 원래 온타리오주에만 기반을 둔 독립 방송국 형태일 때, 오리지널 뉴스 앵커는 1974년에 글로벌 뉴스를 시작한 피터 트루먼과 피터 데스바라츠였다.
1997년까지 글로벌 뉴스라는 이름은 글로벌 온타리오의 지역 뉴스캐스트에만 사용되었고, 캔웨스트의 다른 지역 텔레비전 방송국들은 모두 다른 뉴스캐스트 제목을 가지고 있었다.
1997년 전국적으로 글로벌 브랜드가 출시되면서 글로벌 뉴스는 글로벌 직영 방송국의 지역 뉴스캐스트의 표준 제목으로도 채택되었다. 오랫동안 우위를 점했던 CHAN-TV 밴쿠버(BCTV)는 예외였다. 이 방송국의 뉴스 운영은 2001년에 글로벌 직영 방송국이 되면서 BCTV News on Global로 이름이 바뀌었고, 개별 뉴스캐스트 제목(예: News Hour)도 유지되었다.
글로벌의 당시 모회사인 캔웨스트가 2000년에 웨스턴 인터내셔널 커뮤니케이션즈의 자산을 인수한 후, 2001년에 CH 텔레비전 시스템을 출시했다. 이 시스템은 빅토리아의 CHEK-TV, 해밀턴의 CHCH-TV, 몬트리올의 CJNT-TV, 레드디어의 CHCA-TV로 구성되었다. 뉴스캐스트 제목은 CH 뉴스였다.
네트워크 전체의 브랜드 개편의 일환으로, 지역 뉴스캐스트 제목 및 시간대는 2006년 2월 6일부터 표준화되었다. 이는 BCTV 모델을 따랐다. 뉴스캐스트 및 제목의 정확한 라인업은 방송국별로 달랐다. BCTV 모델을 따르지 않은 유일한 방송국은 CHBC-TV 켈로나로, 뉴스 브랜드의 일부로 콜 사인을 유지했다. 그러나 2007년 9월 7일에 CH가 E!로 브랜드가 변경되면서 CH 뉴스는 해밀턴의 CHCH 뉴스가 되었고 전국 다른 지역의 E! 방송국들도 E! 뉴스와의 혼동을 피하기 위해 따라갔지만, 지역 뉴스캐스트가 유명인 지향적으로 인식되지 않도록 의도했을 가능성이 높다. E! 시스템은 2009년에 종료되었다. 틀:기준 날짜 CHBC-TV 켈로나는 뉴스 운영을 글로벌 뉴스 오카나간으로 브랜드 변경했다. 2016년 4월, 글로벌은 다시 전국적으로 뉴스 프로그램을 재편성하며 BCTV 모델을 폐지했다.
- 글로벌 뉴스 모닝: 평일 오전 5시~9시, 주말 오전 7시~10시(BC, 캘거리, 에드먼턴), 평일 오전 6시~10시(핼리팩스), 평일 오전 6시~9시(다른 모든 방송국), (이전 명칭: Morning News)
- 글로벌 뉴스 낮 12시: 평일 및 주말 낮 12시 (이전 명칭: Noon News Hour)
- 글로벌 뉴스 5시: 평일 오후 5시 (토론토, BC, 오카나간, 캘거리, 에드먼턴, 레스브리지, 서스캐처원; 이전 명칭: Early News)
- 글로벌 뉴스 5시 30분: 평일 오후 5시 30분 (토론토 및 몬트리올)
- 글로벌 뉴스 아워 6시: 매일 밤 6시 (BC, 캘거리, 에드먼턴, 이전 명칭: News Hour)
- 글로벌 뉴스 6시: 매일 밤 6시 30분 동안 (레스브리지, 새스커툰, 리자이나, 위니펙, 토론토, 핼리팩스, 뉴브런즈윅; 이전 명칭: Evening News)
- 글로벌 뉴스 6시 30분: 평일 밤 6시 30분 (오카나간 및 몬트리올)
- 글로벌 뉴스 10시 또는 글로벌 뉴스 11시: 매일 밤 10시 (위니펙, 리자이나, 새스커툰) 또는 밤 11시 (이전 명칭: News Hour Final 또는 News Final)
- 포커스: 주말 (리자이나/새스커툰, 위니펙, 토론토, 몬트리올, BC1)

2007년 10월 4일, 캔웨스트는 캘로나의 CHBC-TV를 제외한 모든 직영 방송국의 뉴스 제작 제어실 기능을 밴쿠버의 CHAN-DT, CITV-TV 에드먼턴, CICT-TV 캘거리, CIII-TV 토론토 등 4개 방송 센터로 중앙 집중화할 것이라고 발표했다. 회사는 이를 통해 모든 방송국이 고화질 방송으로 전환하고 4개 방송국에서 약 50개의 새로운 일자리를 창출할 수 있다고 밝혔다. 다른 방송국에서는 약 250개의 직책이 사라질 예정이었으며, 대부분은 무대 뒤/기술직이었다.
회사의 보도자료에 따르면 출연진(기상 캐스터 포함), 기자, 프로듀서, 사진 작가, 편집자 및 기타 뉴스 수집 직책은 해당 방송국에 남을 것이라고 명시했다. 글로벌 에드먼턴은 2008년 8월 중순에 글로벌 마리티임스의 뉴스캐스트 제작을 맡았으며, 2008년 9월 4일에는 CHCA-TV(E! 앨버타주 레드디어의 방송국)의 모든 뉴스캐스트 제작을 맡았다. 글로벌 캘거리는 9월 중순에 글로벌 레스브리지의 뉴스캐스트 제작을 시작했으며, 그해 말에는 글로벌 BC가 CHEK 빅토리아, 글로벌 리자이나, 글로벌 새스커툰, 글로벌 위니펙, 글로벌 몬트리올을 인수했다. 2009년 8월, 글로벌 뉴스 몬트리올의 제작은 밴쿠버에서 에드먼턴으로 이전했다. 제어권을 인수한 방송국들은 가상 세트를 사용하기 시작했다. 2009년 9월, CHBC의 제어권은 캘거리(마스터 제어)와 밴쿠버(제작 제어)로 이전되었고, 방송국은 2010년 7월에 자체 가상 세트를 출시했다.
2011년 5월 31일, 쇼 미디어는 글로벌 토론토, 글로벌 위니펙, 글로벌 새스커툰, 글로벌 리자이나 및 글로벌 마리티임스에서 2011년 후반에 새로운 평일 지역 아침 프로그램을 출시할 것이라고 발표했다. 글로벌 에드먼턴과 글로벌 캘거리에서 2011년 9월에 출시될 지역 일요일 아침 뉴스캐스트도 발표되었다. 뉴스 프로그램 증가는 쇼 미디어가 네트워크 구매 조건으로 약속한 혜택 패키지의 일부이다.
2012년 5월 30일, 쇼 미디어는 글로벌의 뉴스 프로그램 제공을 더욱 확대할 것이라고 발표했다. 8월 27일에 글로벌 토론토에서 새로운 30분 정오 뉴스캐스트를 시작하고, 8월 20일에 글로벌 위니펙, 글로벌 새스커툰, 글로벌 리자이나의 황금 시간대 뉴스캐스트를 1시간으로 확장(그리고 그에 따라 Prime News에서 News Hour Final로 재편성)하는 것이다. 이전에 발표되었던 글로벌 몬트리올과 글로벌 마리티임스의 평일 아침 뉴스캐스트는 2012년 가을에 아직 정해지지 않은 날짜에 출시될 것이라고 확인되었다(출시일은 나중에 2013년 초로 연기되었다). 글로벌 BC, 글로벌 에드먼턴, 글로벌 캘거리의 지역 아침 뉴스캐스트도 확대되어, 세 방송국의 평일 아침 뉴스캐스트는 8월 27일에 4시간으로 연장되었고, 일요일 아침 뉴스 프로그램은 2012년 9월 2일부터 3시간으로 확대되었다. 16:9는 토요일에서 금요일 밤으로 이동되었으며, 글로벌 뉴스 웹사이트도 2013년 초에 모바일 장치와의 호환성을 고려하여 재설계되었다.

### 중앙 집중화
2015년 4월 9일, 쇼는 글로벌의 지역 뉴스 운영의 감축 및 이후 재편성을 발표했다. 2015년 8월부터 발효된 이러한 변경 사항에 따라 캘거리, 에드먼턴, 밴쿠버, 토론토 외 시장의 심야 및 주말 뉴스캐스트 제작은 토론토의 글로벌 스튜디오에서 중앙 집중화된다. 앵커 및 기상 캐스터는 중앙 집중식 뉴스 운영에서 제공되며, 지역 뉴스는 방송국의 기자들이 제공한다.
이러한 시장의 지역 아침 프로그램도 30분마다 8분 길이의 전국 세그먼트를 포함하는 하이브리드 지역/전국 형식으로 변경되었다. 지역 아침 프로그램과 저녁 뉴스캐스트는 그렇지 않으면 계속 지역적으로 제작된다. 글로벌의 뉴스 및 방송국 운영 담당 선임 부사장인 트로이 리브는 이러한 변경 사항이 개별 방송국이 텔레비전 및 디지털 플랫폼을 위한 지역 뉴스 콘텐츠 제작에 더 많은 리소스를 투입하고 전국 헤드라인 취재의 중복을 줄일 수 있도록 할 것이라고 설명했다. 리브는 또한 이러한 변경 사항이 인력 감축을 허용하면서 네트워크가 뉴스 콘텐츠를 배포하는 "혁신적인 방법을 찾도록" 의도된 것이라고 설명했다. 이 과정에서 전국적으로 최소 80개의 일자리가 사라졌다.
2015년 6월, 글로벌은 레이트 쇼 위드 스티븐 콜베어의 캐나다 판권을 획득했다고 발표했다. 심야 뉴스캐스트는 CBS와 동시 방송되는 simsub 목적으로 오후 11시 35분에 레이트 쇼가 방영되는 시장(핼리팩스, 켈로나, 몬트리올, 뉴브런즈윅, 토론토, 밴쿠버 포함)에서 35분으로 유지되거나 단축되었다. 쇼는 이전에 핼리팩스, 몬트리올, 뉴브런즈윅에서 심야 뉴스캐스트를 전체 시간으로 연장할 것이라고 발표했었다. 변경을 보완하기 위해 글로벌 몬트리올은 대신 30분 정오 뉴스캐스트를 도입하고 저녁 뉴스를 1시간으로 확대했다. 1시간 심야 뉴스캐스트 시장에서는 레이트 쇼가 시간 초에 방영되도록 지연 방송된다. 캐나다의 코로나19 범유행 시작 이후, 토론토에서 진행되는 단일 지역 뉴스캐스트가 글로벌 토론토, CHEX, CKWS, 글로벌 몬트리올의 개별 정오 뉴스캐스트를 대체했다.
2019년 1월 현재 뉴스 발표의 중앙 집중화가 부분적으로 되돌려졌다. 매니토바 동쪽의 밤 11시 뉴스캐스트는 여전히 토론토에서 앵커를 맡는다. 글로벌 리자이나, 글로벌 새스커툰, 글로벌 위니펙은 더 이상 밤 10시 지역 뉴스캐스트에 토론토 앵커를 사용하지 않는다. 2021년 3월 현재 추가 분산화가 이루어졌으며, 세 개의 프레리 방송국은 글로벌 리자이나 시설에서 새로운 MMC 기반을 통해 평일 저녁 뉴스캐스트 제작을 중앙 집중화하고 있다. 서스캐처원 5시 뉴스, 리자이나 및 새스커툰 6시 및 10시 뉴스캐스트, 위니펙 10시 뉴스는 글로벌 위니펙 스튜디오의 앵커가 MMC 형식으로 발표한다. 글로벌 위니펙의 6시 뉴스캐스트는 계속 위니펙에서 생방송된다. 주말 뉴스캐스트는 변경되지 않았으며 서스캐처원에서 노바스코샤까지 여전히 토론토에서 앵커를 맡는다.
2020년 9월, 글로벌 몬트리올은 저녁 뉴스에 토론토 앵커로 전환했다.

## 뉴스 채널
2012년 1월 11일, 쇼 미디어는 캐나다 라디오-텔레비전 및 전기통신 위원회 (CRTC)에 24시간 밴쿠버 기반 지역 뉴스 네트워크 (종류 B 디지털 케이블 특수 채널로 라이선스)를 시작하기 위한 신청서를 제출했다고 발표했다. 잠정적으로 글로벌 뉴스: BC 1이라고 명명된 이 채널은 캐나다에서 네 번째 지역 뉴스 채널이자 온타리오 외 지역에서는 처음으로 개국될 것이며, 글로벌 BC가 운영하고 뉴스 직원을 활용할 것이다. 제안된 프로그램에는 글로벌 BC 선임 기자 질 크롭이 진행하는 프라임 시간대 토크쇼가 포함된다. 원래 2012년 여름에 시작될 예정이었지만, CRTC 라이선스 지연으로 인해 2013년 3월 14일로 출시가 연기되었다.
2014년 9월 22일, 쇼 미디어는 CRTC에 전국 뉴스 채널을 시작하기 위한 신청서를 제출했으며, 글로벌 뉴스 1로 브랜드를 지정했다. "하이브리드" 지역 및 전국 뉴스 채널로 광고된 이 서비스는 글로벌의 전국 뉴스 본부 및 지역 방송국의 뉴스 보도를 방송하고 캐나다의 미개발 지역에 8개의 새로운 뉴스룸을 개설할 예정이다. 신청서는 CRTC 승인 대기 중이다. 뉴스 보도에 따르면 글로벌 뉴스 1은 2016년에 출시될 예정이었지만, 초기 발표 이후 채널에 대한 추가 업데이트는 없었다.

### 글로벌 뉴스 24/7 온라인
2020년 3월 2일, 코러스 엔터테인먼트는 새로운 글로벌 TV 앱과 웹사이트를 공식 출시했으며, 여기에는 24시간 글로벌 뉴스 피드를 포함한 라이브 채널 스트리밍 옵션이 추가되었다. 제안된 글로벌 뉴스 1 개념과 유사하게, 사용자는 글로벌 시장 목록에서 지역을 선택하여 지역 뉴스캐스트, 전국 뉴스 헤드라인, 라이브 뉴스 이벤트, 화면 측면의 티커에 표시되는 날씨를 받을 수 있다. 뉴스캐스트 내용은 토론토에 있는 글로벌의 다중 시장 앵커와 캘거리 및 밴쿠버 뉴스룸의 지역 앵커를 사용하여 전국적으로 제작된다. 지역 시장이 선택되면 해당 피드는 해당 시장의 지역 뉴스캐스트로 예약된 방송 시간에 대체된다. 2022년 4월 현재, 모든 글로벌 방송국(글로벌 뉴브런즈윅 및 글로벌 더럼 제외)의 피드를 사용할 수 있다. 글로벌 TV 앱 및 웹사이트에서 스트리밍 가능한 다른 채널과 달리, 글로벌 뉴스 24/7 채널은 TV 제공업체의 로그인이 필요 없으며 완전 무료로 액세스할 수 있다. 이 서비스는 2020년 4월 초에 아마존 프라임 비디오로 확장되었다. 아마존 프라임 구독 없이도 모든 아마존 사용자가 무료로 사용할 수 있으며, BC, 토론토, 에드먼턴, 캘거리의 지역 피드와 전국 Indi Global News 24/7 피드를 프라임에서 사용할 수 있다.

#### 글로벌 뉴스 위켄드
글로벌 TV 앱과 globaltv.com을 통해서만 스트리밍되는 새로운 전국 모닝 쇼인 글로벌 뉴스 위켄드가 2020년 4월 24일에 발표되었다. 이 쇼는 글로벌 토론토의 아알리아 아담스와 마이크 아르세널트가 진행한다. 토요일과 일요일 오전 7시부터 10시(동부 시간)까지 방영되는 이 쇼는 시청자에게 "최신 속보부터 흥미롭고 심층적인 인터뷰, 빈번하고 상세한 날씨 정보"까지 다양한 콘텐츠를 제공한다.

## 글로벌 뉴스 라디오
2017년, 코러스 라디오는 주요 시장의 뉴스 토크 및 종합 뉴스 라디오 방송국을 글로벌 뉴스 라디오라는 배너로 브랜드 변경하여 텔레비전 뉴스 프로그램과의 시너지를 창출하기 시작했다.
2022년 1월 현재, "글로벌 뉴스 라디오" 브랜드는 코러스의 뉴스 토크 방송국에서 주요 브랜드로 더 이상 사용되지 않는다. 그러나 해당 방송국의 시간별 및 30분별 뉴스 속보는 여전히 "글로벌 뉴스"로 브랜드를 지정한다.
이전에 해당 브랜드로 운영되었던 방송국:

rowspan=4|온타리오주
| 주                 | 도시     | 콜사인    | 형식      |
| ------------------ | -------- | --------- | --------- |
| 앨버타주           | 캘거리   | CHQR      | 뉴스 토크 |
| 앨버타주           | 에드먼턴 | CHED      | 뉴스 토크 |
| 브리티시컬럼비아주 |          |           |           |
| 밴쿠버             | CKNW     | 뉴스 토크 |           |
| 매니토바주         |          |           |           |
| 위니펙             | CJOB     | 뉴스 토크 |           |
| 런던               | CFPL     | 뉴스 토크 |           |
| 해밀턴             | CHML     | 뉴스 토크 |           |
| 토론토             | CFIQ     | 뉴스 토크 |           |

## 비판
2010년 7월, 글로벌 내셔널은 2010년 동계 올림픽 시위 장면을 G20 컨퍼런스 중 경찰의 행동에 대한 공개 조사를 요구하는 단체들이 토론토에서 개최한 행진에 대한 기사에서 보여주었다. 이 기사에는 행사 중 토론토 거리에서 발생한 폭력 장면이 포함되었다. 캐나다 블로그 Insights에서 이 사실이 보도된 후, 글로벌은 이를 "의도치 않은 편집 오류"라고 주장했다.